# 傳播延遲
傳播延遲（英語：Propagation delay），在通訊、電腦網路領域中，意指訊號從發訊方傳播到收訊方時，該傳播過程的時間總長。在電腦網路領域传播延迟等于d/s，其中d是距离，s是波传播速度。